# Johannes Hitzblech
Johannes Hitzblech (* 1964 in Witten) ist ein deutscher Schauspieler, Regisseur und Schauspielcoach.

## Leben
Johannes Hitzblech absolvierte 1986 bis 1990 seine Schauspielausbildung in Berlin. Zwischen 2003 und 2006 erhielt er außerdem Gesangsunterricht bei Neil Semer in New York und bei Roberta Cunningham.
Johannes Hitzblech wohnt in Berlin und ist Gründer und Inhaber des Schauspielstudios „actorfactory“. 

## Filmografie
- 1992, 2000: Wolffs Revier (Fernsehserie, 2 Folgen)
- 1996–1999: Stadtklinik (Fernsehserie, 31 Folgen)
- 1996: Die Babydiebin (Fernsehserie, 1 Folge)
- 1997: Kommissar Schimpanski (Fernsehserie, 1 Folge)
- 1998: Gegen den Wind (Fernsehserie, 1 Folge)
- 1998: Der dreckige Tod (Fernsehfilm)
- 1998, 2008, 2012: Unser Charly (Fernsehserie, 3 Folgen)
- 1999: Der Liebhaber
- 2000: Die Wache (Fernsehserie, 1 Folge)
- 2000, 2004, 2016: In aller Freundschaft (Fernsehserie, 3 Folgen)
- 2001: So weit die Füße tragen
- 2001: Toter Mann (Fernsehfilm)
- 2001: HeliCops – Einsatz über Berlin (Fernsehserie, 1 Folge)
- 2003: Balko (Fernsehserie, 1 Folge)
- 2003: Der Fußfesselmörder (Fernsehfilm)
- 2003: Lichter
- 2003, 2007: Alarm für Cobra 11 – Die Autobahnpolizei (Fernsehserie, 2 Folgen)
- 2004: Die Stunde der Offiziere (Fernsehfilm)
- 2004, 2021: SOKO Leipzig (Fernsehserie, 2 Folgen)
- 2004: Berlin, Berlin (Fernsehserie, 1 Folge)
- 2004: SOKO Wismar (Fernsehserie, 1 Folge)
- 2005: Im Namen des Gesetzes (Fernsehserie, 1 Folge)
- 2005: Eine Mutter für Anna (Fernsehfilm)
- 2005: Die Leibwächterin (Fernsehfilm)
- 2006: Das unreine Mal (Fernsehfilm)
- 2006: Löwenzahn (Fernsehserie, 1 Folge)
- 2006: Die Familienanwältin (Fernsehserie, 1 Folge)
- 2007: Post Mortem – Beweise sind unsterblich (Fernsehserie, 1 Folge)
- 2007: Reife Leistung! (Fernsehfilm)
- 2008: Unschuldig (Fernsehserie, 1 Folge)
- 2008, 2012: Tatort (Fernsehserie, 3 Folgen)
- 2009: Gangs
- 2009: Meine schöne Nachbarin
- 2009: Für meine Kinder tu’ ich alles (Fernsehfilm)
- 2009: Klinik am Alex (Fernsehserie, 1 Folge)
- 2009: Hallo Robbie! (Fernsehserie, 1 Folge)
- 2010: Lasko – Die Faust Gottes (Fernsehserie, 1 Folge)
- 2011: Notruf Hafenkante – Männer sind Schweine (Fernsehserie, 1 Folge)
- 2015: Deutschland 83 (Fernsehserie, 1 Folge)
- 2015: Der Kriminalist (Fernsehserie, 1 Folge)
- 2016: SOKO Köln (Fernsehserie, 2 Folgen)
- 2016: Lotte Jäger und das tote Mädchen (Fernsehfilm)
- 2017: Schuld (Miniserie, 1 Folge)
- 2020: In aller Freundschaft – Die jungen Ärzte (Fernsehserie, 1 Folge)
- 2021: SOKO Stuttgart (Fernsehserie, Folge Wer Hass sät)

## Theater
Nach Abschluss seiner Schauspielausbildung spielte Johannes Hitzblech an der Seite von Will Quadflieg in der Tourneeproduktion Ich bin nicht Rappaport (Konzertdirektion Landgraf), ging ins Erstengagement ans Schnawwl, der Kinder- und Jugendbühne des Nationaltheaters Mannheim. Von dort wurde Johannes Hitzblech 1992 von Peter Zadek für die Produktion Der blaue Engel ans Theater des Westens / Schauspielhaus Hamburg engagiert. Es folgten Stückverträge am Berliner Ensemble, dem Theater zum westlichen Stadthirschen und am Jungen Theater Zürich.
Seit 1994 beschäftigt sich Johannes Hitzblech intensiv mit Improvisationstheater. Er war Gründungsmitglied von „Theatersport Berlin“ und unterstützte die Gruppe zwei Jahre lang als Spieler, Spielleiter, Ausbilder und künstlerischer Leiter.
Rollen
- 1991: Ich bin nicht Rappaport, Konzertdirektion Landgraf
- 1992: Der blaue Engel, Regie Peter Zadek / Jérôme Savary, Theater des Westens / Schauspielhaus Hamburg
- 1992, 1993: Pericles, Regie Peter Palitzsch, Berliner Ensemble
- 1993: wolken.heim, Regie Dieter Sudars, Theater zum westlichen Stadthirschen
- 1994, 1995: Theatersport, Theatersport Berlin
- 1998: Ganze Tage – Ganze Nächte, Regie Rhys Martin, Theater zum westlichen Stadthirschen
- 1998, 1999: Rose, Regen, Schwert und Wunde, Regie Marcello Diaz, Junges Theater Zürich

Regie
- 2010: Der Gott des Gemetzels, Boom Berlin